# Новоселье (Купинский район)
Новоселье — село в Купинском районе Новосибирской области России. Административный центр Новосельского сельсовета.

## География
Площадь села — 16 гектаров.

## Население
| 2002 | 2007 | 2010 |
| ---- | ---- | ---- |
| 892  | ↗898 | ↘690 |

## Инфраструктура
В селе по данным на 2007 год функционируют 1 учреждение здравоохранения и 2 учреждения образования.

## Известные уроженцы
- Головашенко, Сергей Куприянович (1923—1943) — Герой Советского Союза.